# Chaparhar (distrikt)
Chaparhar är ett distrikt i Afghanistan. Det ligger i provinsen Nangarhar, i den östra delen av landet, 110 kilometer öster om huvudstaden Kabul. Administrativ huvudort är Chaparhar.
Distriktet beräknades år 2022 ha cirka 71 000 invånare.